# Тит Лабиен
Тит Лабие́н (лат. Titus Labienus; погиб 17 марта 45 года до н. э. в битве при Мунде, Дальняя Испания, Римская республика) — римский политик и полководец, народный трибун 63 года до н. э., занимавший в 60 или 59 году до н. э. должность претора. Легат и один из ближайших соратников Гая Юлия Цезаря во время Галльской кампании последнего, способствовавший многим его успехам.

## Происхождение
Родился в 100 году до н. э. (хотя некоторые западноевропейские исследователи относят его рождение к 99 или даже к 98 году до н. э.). Многие источники указывают на то, что Лабиен был родом из города Чинголи в Пицене и происходил из всаднического сословия.

## Ранняя карьера
Ещё с юношеских лет был дружен с Гнеем Помпеем Великим в бытность того покровителем Пицена: благодаря этому Лабиен стал быстро продвигаться в военной карьере. Уже в ранге военного трибуна служил в Киликии у Публия Сервилия Ватии Исаврийского в течение 78—75 годов до н. э.
Снова при содействии Гнея Помпея Лабиен избирается в коллегию плебейских трибунов на 63 год до н. э.; к этому времени с Помпеем уже был близок Гай Юлий Цезарь, которому Гней и порекомендовал Лабиена. В дальнейшем Цезарь и Лабиен были дружны, вплоть до начала гражданской войны 49—45 годов до н. э.
Во время своего трибуната Лабиен, по наущению Юлия Цезаря, обвинил сенатора Рабирия в государственной измене за убийство действующего магистрата Аппулея Сатурнина и дяди самого Лабиена, тоже Тита, в 100 году до н. э. На самом деле, целью этого судебного процесса была дискредитация так называемого senatus consultum ultimum (декрета сената о защите республики) — чрезвычайной меры сената, обычно используемой им против народных масс и собраний. Для расследования дела, на основании плебисцита, проведённого Лабиеном в трибутных комициях, была назначена комиссия дуумвиров (в лице Гая Цезаря и его родича Луция). Юридическая процедура, использовавшаяся дуумвирами, выходила за рамки стандартного уголовного права, и Рабирий был бы судим без адвоката. С религиозной точки зрения наказание виновника дуумвирной судебной коллегией рассматривалось как своего рода очищение для умиротворения богов. Гай Рабирий обратился за помощью к народному собранию, и в итоге ему назначили защитника. Рабирий был осуждён, хотя прямых улик против него и не было: рассказывали только, что на пиру он показывал голову убитого Сатурнина. Поддерживаемый сенатской партией и имея адвоката в лице Цицерона, он апеллировал к народу и добился отмены приговора благодаря вмешательству претора Метелла Целера.
На том же плебисците в трибутных комициях Лабиен вынес на голосование кандидатуру Цезаря на пост великого понтифика; победа будущему триумвиру была обеспечена, что ещё больше укрепило союз между ними.
Лабиен был скорее солдатом, чем политиком, поэтому использовал свои политические назначения для замещения в будущем более высоких командных должностей. Чуть позднее, по разным версиям, в 60 или 59 году до н. э., Тит занимал претуру. После окончания срока преторских полномочий Лабиен назначается Юлием Цезарем личным легатом и отправляется с ним в поход против галлов.

## Галльская кампания
Лабиену была отведена Юлием Цезарем ведущая роль в римском войске на период войны с галльскими племенами. В пользу этого говорит тот факт, что Тит являлся единственным легатом диктатора, упомянутым им в своих письмах на начальном этапе войны, где Гай Юлий отмечал его полководческий талант. Зимой 58 — 57 до н. э. назначен префектом римских лагерей (лат. Praefectus Castrorum) в Везонтии. Кроме того, Цезарь доверил Лабиену командование легионами: в Галлии — на время своего отсутствия, в Британии — на время второй экспедиции в 54 году до н. э..
В 57 году до н. э., в ходе сражения против объединённых сил атребатов, белгов, веромандуев и нервиев Лабиену, командовавшему IX и X легионами, удалось захватить лагерь атребатов и белгов после форсирования реки Самбры. Тем временем нервии ворвались в лагерь римлян. Увидев это с холма, Тит Лабиен послал на помощь свой X легион. С его приходом ситуация полностью изменилась. Римляне перешли в наступление и почти полностью перебили всех нервиев.
Во время кампании 52 года до н. э. Гай Юлий Цезарь разделил свою армию на две части. Одну часть (6 легионов) он сам повёл на арвернов, а другую (4 легиона) под командованием Тита Лабиена отправил против сенонов и паризиев. Лабиен, оставив в Агединке прибывшие из Италии пополнения, с 4 легионами двинулся к городу паризиев Лютеции (современный Париж), который лежал на одном из островов реки Секваны (современная Сена). Командующим войсками Лютеции был выбран аулерк Камулоген. Лабиену не удалось переправиться на остров, поэтому он решил достичь Метиоседа — города сенонов, также расположенного на острове Секваны. Здесь он захватил около 50 кораблей, с помощью которых переправился на остров, и без сопротивления взял город. Восстановив мост, разрушенный галлами, Лабиен перевёл войско на другой берег и пошёл на Лютецию. Узнав об этом, галлы сожгли Лютецию и разрушили мосты. Своё войско они расположили против лагеря Лабиена. В это же время пришли новости об отступлении Цезаря от Герговии и восстании эдуев. Узнав об этом, восстали и белловаки. Таким образом, с одной стороны, Лабиену угрожали белловаки, а с другой — Камулоген. К тому же его легионы были отрезаны большой рекой от резервного отряда. Единственным выходом оставался отход к Агединку для соединения с Цезарем.
После того, как Лабиен дал сигнал к атаке, римляне пошли в бой. На правом фланге римлян VII легион опрокинул галлов и обратил в бегство. На левом фланге XII легион смял первые ряды галлов ударами копий, но остальные оказывали упорное сопротивление. Когда военные трибуны VII легиона узнали, что происходит на левом фланге, они обошли силы галлов и ударили с тыла. В результате большинство галлов было перебито, в том числе и Камулоген. Та часть галлов, которая была отправлена против лагеря римлян, узнав о начале битвы, пришла на помощь своим. Однако, не выдержав натиска римлян, галлы обратились в бегство. Большинство из них было перебито римской конницей. В итоге, Лабиен со своим войском вернулся в Агединк. Через 3 дня после этого он со всеми силами прибыл к Юлию Цезарю.
В сентябре 51 года до н. э. Гай Юлий назначил Тита наместником Цизальпинской Галлии.

## Гражданская война 49—45 годов и гибель
Когда Цезарь вступил в конфликт с сенатом и двинулся на Рим, Лабиен отказался перейти Рубикон и отправился помогать Помпею и республиканцам. Он сражался при Эпидамне и Фарсале, затем последовал за Катоном в Африку, a после смерти Катона присоединился в Испании к сыновьям Помпея и был убит в сражении при Мунде. Голова Лабиена была отправлена Цезарю.

## Семья
От брака с неизвестной женщиной Тит имел сына, который после убийства диктатора в 44 до н. э. выказал себя республиканцем и примкнул к Бруту и Кассию, а после сражения при Филиппах совместными усилиями с парфянским царём Ородом II и его сыном Пакором оказал отчаянное сопротивление триумвирам.